# 高谷玲子
高谷 玲子（たかや れいこ、1939年3月1日 - 1965年2月11日）は、作家。
東京都立上野高等学校荒川分校卒業。葛飾区立双葉中学校在学時に国語担当の教師の指導を受けて才能を見いだされ、さまざまな作文コンクールで入賞、文学の道を志す。23歳のとき、中学三年から少しずつ書きためた『静かに自習せよ』でデビューする。デビュー直前にガンが発覚するも、手術で治癒し、小説や短歌などの執筆活動を続ける。しかし第二作『涙で顔を洗おう』執筆終了後、再発したガンに侵され、刊行直前に25歳で死去した。その後、遺稿が編集者により整理され、第三作『悲しからずや』が刊行された。また、中学三年時から逝去に至るまでの日記が編集者の手により整理され、母親の手記で補足の上、1968年に『君がまぼろし　死にいたる手記』として刊行されている。1974年『静かに自習せよ』は『マリコ』の題でNHK少年ドラマ化された。
ミュージカルなどで活躍している俳優の柳瀬大輔、柳瀬亮輔は甥にあたる。また、陶芸家の川原康孝は義兄。

## 経歴
- 1939年（昭和14年）：3月1日、誕生。東京都葛飾区堀切で6人兄弟の次女として育つ。
- 1954年（昭和29年）：東京都葛飾区立双葉中学校卒業。
- 1954年（昭和29年）：東京都立白鷗高等学校（定時制）入学。
- 1955年（昭和30年）：2年次に東京都立上野高等学校荒川分校（定時制）に転校[5]。昼間は東京医科歯科大学の研究室に勤務。
- 1959年（昭和34年）：東京都立上野高等学校荒川分校（定時制）卒業。
- 1961年（昭和36年）：東京医科歯科大学を退職、別の企業に再就職。
- 1962年（昭和37年）：10月、第一作『静かに自習せよ』を秋元書房より刊行。
- 1965年（昭和40年）：2月11日、第二作『涙で顔を洗おう』の刊行直前、東京都葛飾区堀切の病院に於いて逝去。25歳没。
- 1965年（昭和40年）：3月、第二作『涙で顔を洗おう』、11月、第三作『悲しからずや』秋元書房より刊行。
- 1968年（昭和43年）：4月、『君がまぼろし 死にいたる手記』秋元書房より刊行。
- 1974年（昭和49年）：1月から2月にかけ、『静かに自習せよ』が『マリコ』の題でNHK少年ドラマとして放映（全6回）。
- 2018年（平成30年）：4月、『静かに自習せよ』と『涙で顔を洗おう』のKindle版が刊行。

## 著書
- 静かに自習せよ 秋元書房 1962 のち文庫、2018年Kindle版として再版（彼誰文庫）。
- 涙で顔を洗おう 秋元書房 1965 のち文庫、2018年Kindle版として再版（彼誰文庫）。
- 悲しからずや 秋元書房 1965
- 君がまぼろし 死にいたる手記 有本露子編 秋元書房, 1968

## エピソード
- 父親は文学や詩、劇などを好み、母親も子どもたちに年齢をあまり気にせず名著を読んで聞かせるような人で、家にも多くの本があり、子供たちは自然に本を読んで育った。玲子の作品の文体や構成もこのような文化的な雰囲気から生まれた。また、玲子は作文だけでなく絵も上手で，あちこちで賞をもらっていた。
- 玲子は感受性が強い一方、家の4畳半の部屋で兄弟姉妹の誰かが勉強していても、構わずに隣で琴の練習を始めるようなところもあった。また皮肉屋で、寸鉄人を刺すような皮肉を言って人を傷つけるようなところもあった。
- 一方で、玲子は兄弟姉妹に優しい配慮ができる暖かい人だった。例えば、8歳下の妹の光子が小学生から中学生の頃、玲子は短歌や詩などを光子に教え、「次までに暗記していらっしゃい」と言って暗記させた。当時は高速道路もなく橋も木製だった堀切の川沿いを2人で散歩しながら、光子は覚えてきたものを玲子の前で暗誦したりした。
- 「静かに自習せよ」でデビューする際、玲子のガンが発覚して「姉が死んでしまう」と思い込んだ、当時高校1年生だった光子は、玲子の原稿を急いでまとめ10日間で三百枚の原稿用紙に書き写し、秋元書房に単身持ち込んだ。秋元書房では忙しさと原稿の字の汚さから放置していたが、光子が何度も直接訪問したり、電話をしたりして催促した。担当編集者は面倒なので原稿を返却しようと考え、気の進まないままにざっと目を通したところ、作品の質の高さに気がつき、直ちに出版が決まった[6][7]。

- 第二作「涙で顔を洗おう」の刊行直前に玲子は逝去した。危篤となった日、編集者が印刷業者に無理に依頼して一枚だけ表紙を印刷してもらい、それを他の本にかぶせ、せめて一目だけでも本を見せようとしたが、わずかな差で間に合わなかった。逝去の際、それまであまり仲のよくなかった父親に「パパ抱っこして」と子どものように甘え、抱かれながら息を引き取った[6][7]。